# Delichon nipalensis
Delichon nipalensis е вид птица от семейство Лястовицови (Hirundinidae). Видът е незастрашен от изчезване.

## Разпространение
Разпространен е в Бутан, Китай, Индия, Лаос, Мианмар, Непал, Тайланд и Виетнам.